# Old Lyme
Old Lyme é uma cidade costeira no Condado de New London, Connecticut, Estados Unidos, limitada a oeste pelo Rio Connecticut, ao sul pelo Long Island Sound, a leste pela cidade de East Lyme e ao norte pela cidade de Lyme. A cidade faz parte da Região de Planejamento do Vale do Baixo Rio Connecticut.
A cidade de Old Lyme contém várias vilas, incluindo Black Hall, Laysville, Soundview e South Lyme. A população total da cidade era de 7.628 no censo de 2020.